# Надграфик

Функция (её график выделен синим) и её надграфик (закрашено зелёным).

Надгра́фик (эпиграф) — множество точек, лежащих над графиком данной функции.
Формально, для функции {\displaystyle f:M\to \mathbb {R} } надграфиком называется множество:
{\displaystyle \operatorname {epi} f\equiv {\bigl \{}(x,y)\in M\times \mathbb {R} \mid y\geqslant f(x){\bigr \}}}.
Надграфик включает в себя график функции {\displaystyle f}, то есть {\displaystyle \operatorname {epi} f\supset \Gamma ,} где:
{\displaystyle \Gamma \equiv \left\{{\bigl (}x,f(x){\bigr )}\in M\times \mathbb {R} \mid x\in M\right\}}
Надграфик функции является выпуклым множеством тогда и только тогда, когда она сама является выпуклой.
Надграфик функции является замкнутым множеством тогда и только тогда, когда сама функция является полунепрерывной снизу.
Двойственное понятие — подграфик (гипограф), для функции {\displaystyle f:M\to \mathbb {R} } определяется как множество точек, лежащих под графиком:
{\displaystyle \operatorname {hyp} f\equiv {\bigl \{}(x,y)\in M\times \mathbb {R} \mid y\leqslant f(x){\bigr \}}}.